# Missione di Santa Barbara
La Missione di Santa Barbara è una missione spagnola fondata dai frati francescani nei pressi dell'attuale città di Santa Barbara, che da essa ha avuto origine, in California.
La missione è situata su un'altura tra l'oceano Pacifico e la catena montuosa di Santa Ynez. La missione di Santa Barbara è l'unica missione californiana a esser rimasta sotto l'ordine dei frati francescani dalla fondazione. Attualmente appartiene all'Arcidiocesi di Los Angeles.

## Storia

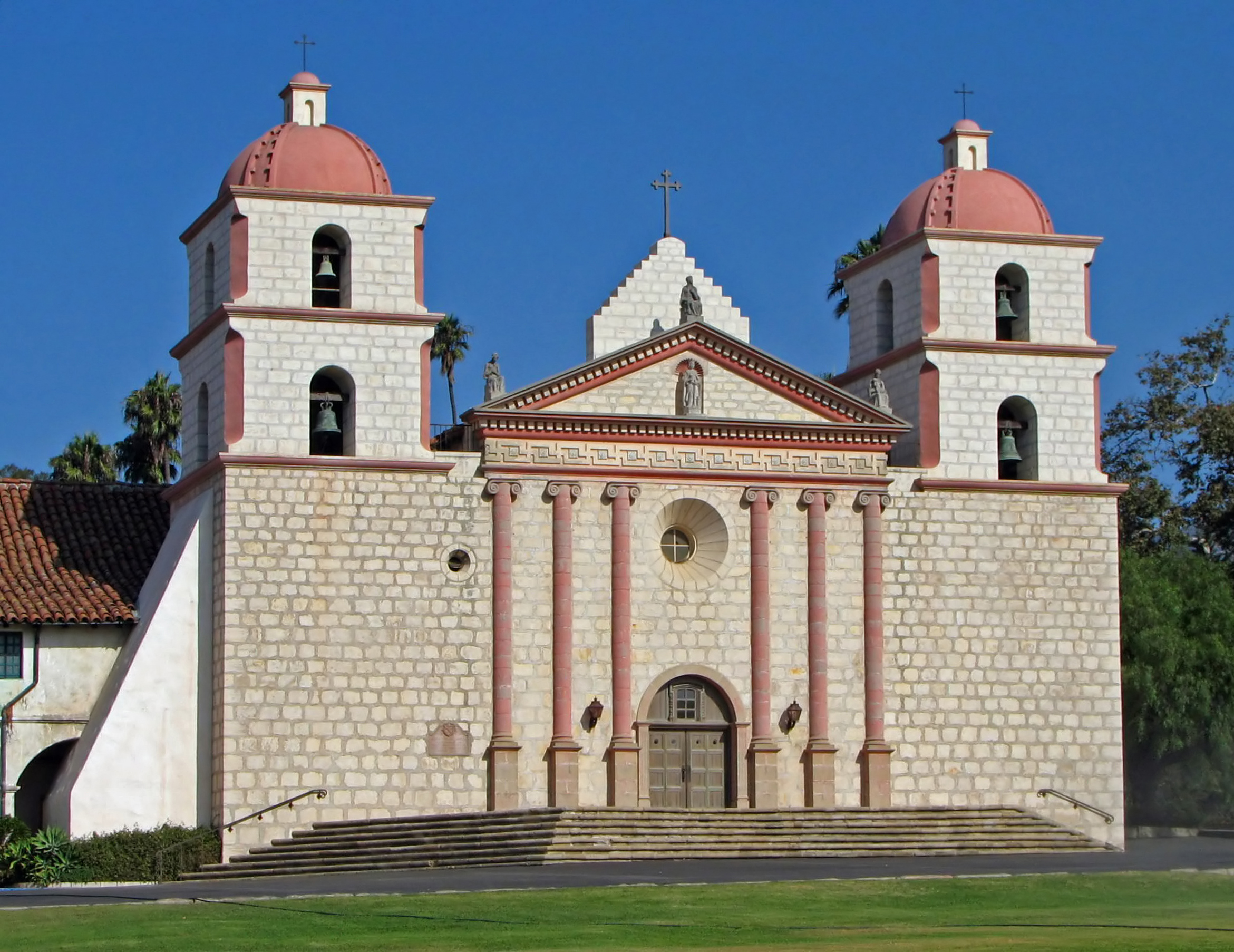
La cappella della Missione di Santa Barbara

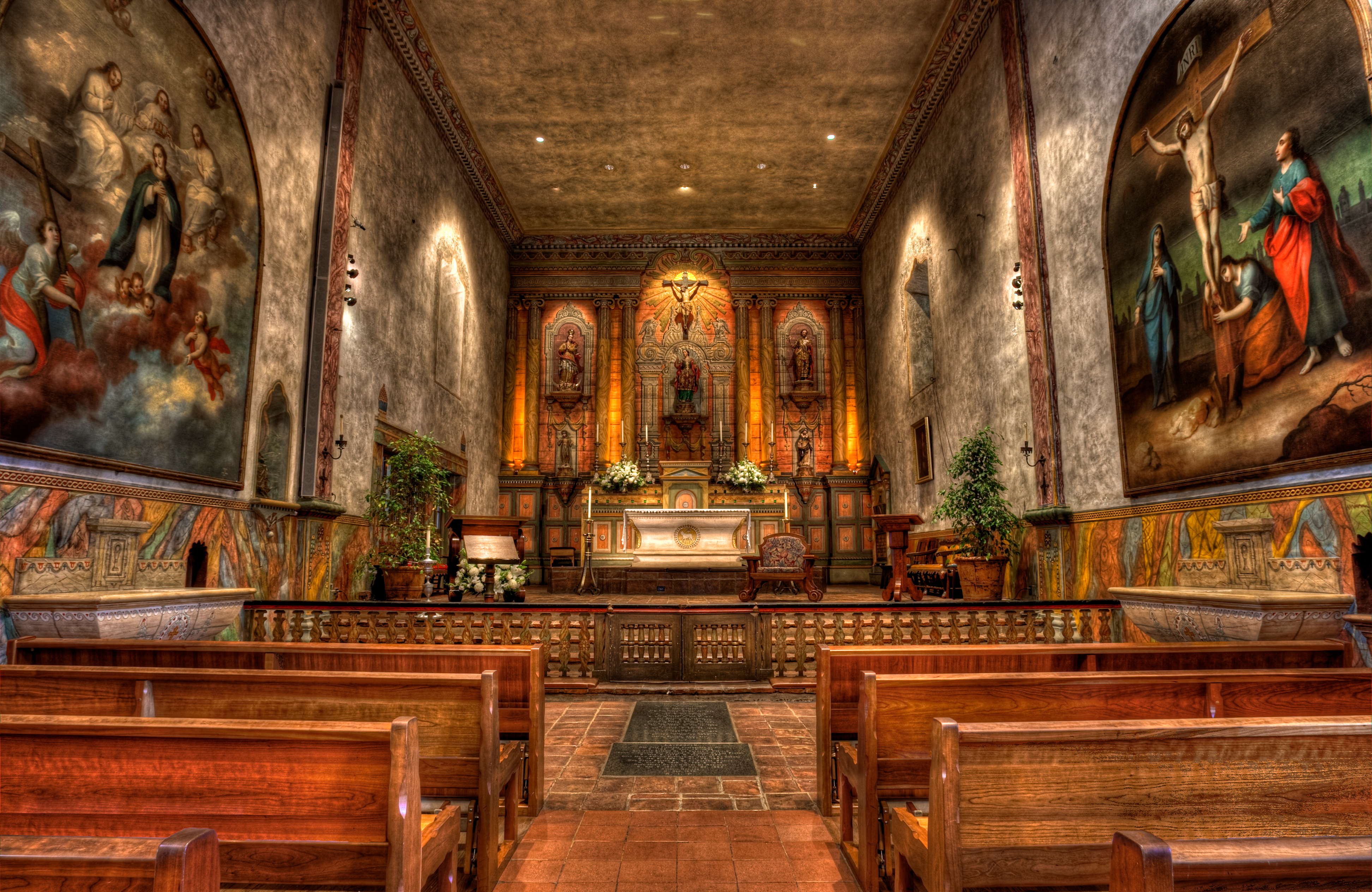
L'interno della cappella della Missione di Santa Barbara

Fu fondata e consacrata da padre Fermín Lasuén, che fu il successore di padre Junípero Serra, fondatore e presidente delle missioni californiane, il 4 dicembre 1786, giorno in cui si celebrava Santa Barbara. Questa missione fu la decima a esser costruita dagli spagnoli in California, e tra i suoi obiettivi aveva quello di convertire alla religione cattolica i Chumash-Barbareño, una tribù indigena locale. La missione ha dato il nome alla città di Santa Barbara.
I primi missionari costruirono tre differenti cappelle, una più grande della precedente. Fu solamente dopo il grande terremoto del 21 dicembre 1812 che iniziò la costruzione della missione così come la si può visitare oggi. Fu completata e consacrata nel 1820. Le torri campanarie furono severamente danneggiate in seguito a un altro terremoto, il 29 giugno 1925, ma furono in seguito ricostruite nel 1927. L'aspetto all'interno della chiesa non ha subito significanti alterazioni dal 1820.

## Intitolazione
La missione prende il nome da Santa Barbara, una santa che la tradizione vuole sia stata decapitata dal padre per aver proclamato la sua fede cristiana.